# Serapion (Märtyrer, Makedonien)
Serapion († um 195 in Makedonien) war ein christlicher Märtyrer und Heiliger.
Der Überlieferung nach soll Serapion das Martyrium in den frühen Jahren der Herrschaft des Kaisers Septimius Severus in Makedonien erlitten haben, wo der Statthalter Aquila ihn verbrennen ließ. Gedenktag des Heiligen ist der 13. Juli.